# تروتنوی
تروتنوی (به لاتین: Trutnowy) یک منطقهٔ مسکونی در لهستان است که در Gmina Cedry Wielkie واقع شده‌است.

## خصوصیات
تروتنوی ۷۱۰ نفر جمعیت دارد.